# Independence Stadium (Gambia)
Independence Stadium to wielofunkcyjny stadion w Gambii, w mieście Bakau, jedenaście kilometrów od stolicy kraju, Banjul. Zwany również Gambia Banjul Football-Stadium. Jest obecnie używany głównie dla meczów piłki nożnej, choć jest również używany dla koncertów, wydarzeń politycznych, targów i uroczystości narodowych. Także posiada udogodnienia dla lekkoatletyki. Swoje mecze rozgrywają na nim reprezentacja Gambii w piłce nożnej. Stadion mieści 25 000 osób.